# Laos aux Jeux olympiques d'été de 2008
Le Laos participe aux Jeux olympiques d'été de 2008 à Pékin. Il ne remporte aucune médaille, aucun des sportifs engagés (athlétisme et natation) ne s'est même qualifié pour les demi-finales.

## Athlètes engagés

### Athlétisme
- Souksavanh Tonsacktheva 	
  - 100 m
- Philaylack Sackpaseuth
  - 100 m

#### Hommes
| Épreuve    | Athlète                 | Séries   | Séries | Quarts de finale | Quarts de finale | Demi-finales | Demi-finales | Finale   | Finale |
| Épreuve    | Athlète                 | Résultat | Rang   | Résultat         | Rang             | Résultat     | Rang         | Résultat | Rang   |
| ---------- | ----------------------- | -------- | ------ | ---------------- | ---------------- | ------------ | ------------ | -------- | ------ |
| 100 mètres | Souksavanh Tonsacktheva | 11,51    | 8e     | -                | -                | -            | -            | -        | -      |

#### Femmes
| Épreuve    | Athlète                | Séries   | Séries | Quarts de finale | Quarts de finale | Demi-finales | Demi-finales | Finale   | Finale |
| Épreuve    | Athlète                | Résultat | Rang   | Résultat         | Rang             | Résultat     | Rang         | Résultat | Rang   |
| ---------- | ---------------------- | -------- | ------ | ---------------- | ---------------- | ------------ | ------------ | -------- | ------ |
| 100 mètres | Philaylack Sackpaseuth | 13,86    | 9e     | -                | -                | -            | -            | -        | -      |

### Natation
Thepphithak Chindavong : 50 m nage libre (H)